# Bristow Cove
Bristow Cove – jednostka osadnicza w Stanach Zjednoczonych, w stanie Alabama, w hrabstwie Etowah.